# Andreas Kramß

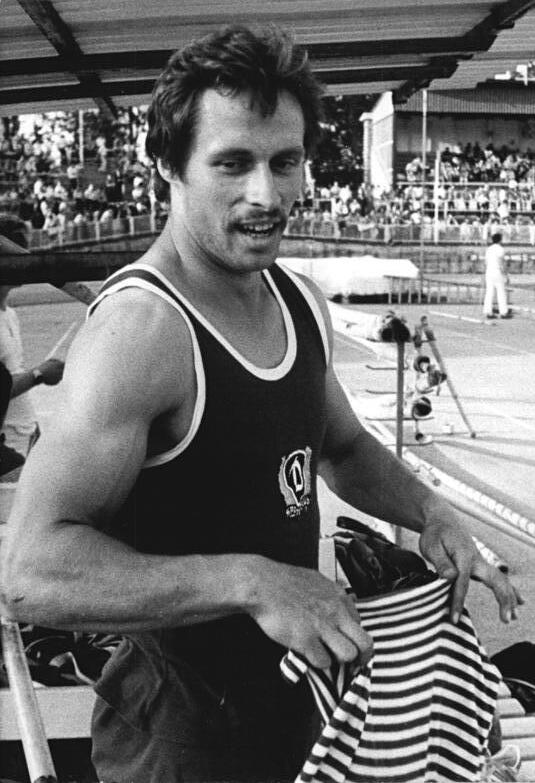
Andreas Kramß verbessert 1984 den DDR-Rekord im Stabhochsprung

Andreas Kramß (* 12. Juni 1962 in Neuhaus am Rennweg) ist ein ehemaliger deutscher Leichtathlet aus der Deutschen Demokratischen Republik (DDR), der 1984 DDR-Meister im Stabhochsprung war.
Kramß erreichte bei den DDR-Meisterschaften 1981 den vierten Platz in der Halle und den fünften Platz im Freien. 1982 überwand er zum ersten Mal die 5-Meter-Marke und steigerte seine Bestleistung bis auf 5,15 m, bei den DDR-Meisterschaften belegte er sowohl in der Halle als auch im Freien den sechsten Platz. Nach einem sechsten Platz bei den Hallenmeisterschaften 1983 konnte Kramß in der Freiluftsaison seine Bestleistung auf 5,30 m steigern, bei den DDR-Meisterschaften belegte er mit 5,00 m den dritten Platz hinter Olaf Kasten und Steffen Giebe. In der Hallensaison 1984 gewann Kramß mit 5,25 m den DDR-Meistertitel mit 25 Zentimetern Vorsprung auf Giebe und Detlef Pilz. Am 19. Mai 1984 sprang Kramß in Dresden mit 5,55 m neuen DDR-Rekord, womit er Wolfgang Nordwigs 5,50 m übertraf, die Sieghöhe von den Olympischen Spielen 1972. Bei den DDR-Meisterschaften sprang Kramß 5,40 m und hatte zwanzig Zentimeter Vorsprung auf Detlef Pilz und Olaf Kasten auf den Plätzen zwei und drei. Nach 1984 hatte Kramß nur noch eine gute Platzierung, als er 1986 mit 5,20 m Hallenvizemeister hinter Christoph Pietz wurde. Als DDR-Rekordler wurde er 1987 von Uwe Langhammer abgelöst.
Kramß startete für den SC Dynamo Berlin, der gelernte Kfz-Schlosser hatte bei einer Körpergröße von 1,84 m ein Wettkampfgewicht von 76 kg. In den nach der Wende öffentlich gewordenen Unterlagen zum Staatsdoping in der DDR fand sich bei den gedopten Sportlern auch der Name von Kramß.